# Święty Krzyż (stacja kolejowa)
Święty Krzyż – dawna wąskotorowa towarowa stacja kolejowa w mieście Nowa Słupia, w gminie Nowa Słupia, w powiecie kieleckim, w woj. świętokrzyskim, w Polsce. Została wybudowana w 1916 roku przez HF (Heeres Feldbahn, pol. Wojskowe Koleje Polowe). W 1967 roku została zamknięta, a w 1977 roku została zlikwidowana.